# 8 décembre 1909
Le mercredi 8 décembre 1909 est le 342e jour de l'année 1909.

## Naissances
- Cleo Brown (morte le 15 avril 1995), chanteuse et pianiste de variétés
- Eugen Steimle (mort le 6 octobre 1987), officier SS
- Gratien Gélinas (mort le 16 mars 1999), comédien, dramaturge, metteur en scène, producteur, cinéaste québécois
- József Köböl (mort le 8 mai 2000), homme politique hongrois
- Marian Konarski (mort le 30 octobre 1998), peintre polonais

## Décès
- Kaya Kuninori (né le 2 juillet 1867), membre de la famille impériale du Japon